# Mesosa mouhoti
Mesosa mouhoti är en skalbaggsart som beskrevs av Stefan von Breuning 1970. Mesosa mouhoti ingår i släktet Mesosa och familjen långhorningar.
Artens utbredningsområde är Laos. Inga underarter finns listade i Catalogue of Life.